# Amerila arthusbertrand
Amerila arthusbertrand är en fjärilsart som beskrevs av Guérin-ménéville 1830. Amerila arthusbertrand ingår i släktet Amerila och familjen björnspinnare. Inga underarter finns listade i Catalogue of Life.

## Bildgalleri

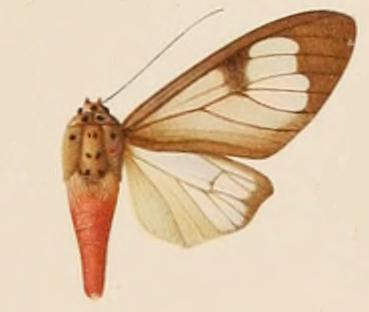